# Karmnik

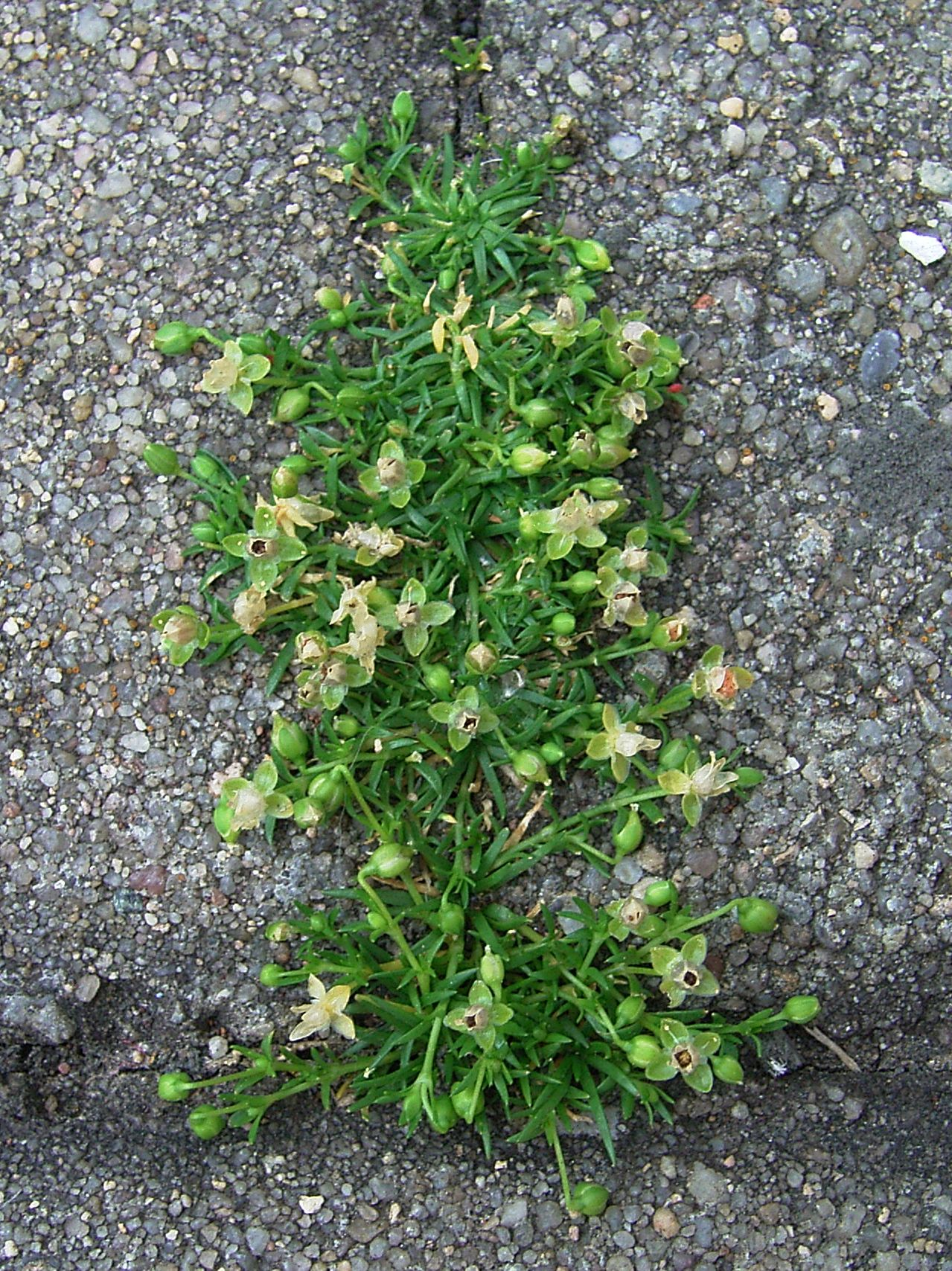
Karmnik rozesłany

Karmnik (Sagina L.) – rodzaj roślin z rodziny goździkowatych. Obejmuje 36 gatunków. Rośliny te w większości występują na półkuli północnej, gdzie obecne są na wszystkich kontynentach, mniej zróżnicowane, ale także obecne są w strefie tropikalnej i na półkuli południowej. Niektóre gatunki są uprawiane jako ozdobne rośliny w ogrodach skalnych, np. karmnik gładki (S. glabra), Normana (S. × media) i pośredni (S. nivalis) i odmiana 'Boydii' karmnika rozesłanego (S. procumbens), którego forma typowa jest z kolei uciążliwym chwastem rozprzestrzeniającym się wzdłuż miejsc wydeptywanych w ogrodach.

## Rozmieszczenie geograficzne
Rośliny te występują głównie w strefie chłodnego klimatu umiarkowanego na półkuli północnej, nieliczne gatunki rosną także w górach w strefie międzyzwrotnikowej, poza tym w południowej części Ameryki Południowej i Australii. W Polsce rodzimych jest 6 gatunków:
Gatunki flory Polski
Pierwsza nazwa naukowa według listy krajowej, druga – obowiązująca według bazy taksonomicznej Plants of the World online (jeśli jest inna)
- karmnik bezpłatkowy Sagina ciliata Fr. ≡ Sagina apetala Ard.
- karmnik kolankowaty Sagina nodosa (L.) Fenzl
- karmnik nadmorski Sagina maritima Don
- karmnik ościsty Sagina subulata (Sw.) C.Presl ≡ Sagina hawaiensis Pax
- karmnik rozesłany Sagina procumbens L.
- karmnik skalny Sagina saginoides

## Morfologia
PokrójNiewielkie rośliny jednoroczne, dwuletnie i byliny o pędach płożących, podnoszących się lub wzniesionych, o łodygach okrągłych lub kanciastych, pojedynczych lub rozgałęzionych, często tworzących mniej lub bardziej zwarte kobierce.
LiścieNaprzeciwległe, równowąskie lub zbiegające do wierzchołka, na szczycie ostre lub ościste.
KwiatyPojedyncze lub zebrane w luźne wierzchotki szczytowe lub kątowe. Szypułki proste, wzniesione lub rozpostarte. Działki kielicha w liczbie 4 lub 5, zielone lub purpurowe, eliptyczne, do 1,5 mm długości. Płatki też w liczbie 4 lub 5, białe, u niektórych gatunków brak. Miodniki obecne są u nasady nitek pręcików. Tych jest 4, 5, 8 lub 10. Szyjek słupka jest od 4 do 5.
OwoceTorebki owalne lub kuliste, otwierające się 4 lub 5 odgiętymi ząbkami. Zawierają wiele (do 125) nasion.

## Systematyka
Pozycja systematyczna
Rodzaj z rodziny goździkowatych (Caryophyllaceae), rzędu goździkowców (Caryophyllales). W obrębie goździkowatych należy do podrodziny Alsinoideae  plemienia Alsineae. 
Wykaz gatunków
- Sagina abyssinica Hochst. ex A.Rich.
- Sagina afroalpina Hedberg
- Sagina apetala Ard. – karmnik bezpłatkowy
- Sagina belonophylla Mattf.
- Sagina brachysepala Chiov.
- Sagina caespitosa Lange
- Sagina chilensis Gay
- Sagina decumbens (Elliott) Torr. & A.Gray
- Sagina diemensis L.G.Adams
- Sagina diffusa (Hook.f.) Timaná
- Sagina donatioides F.Muell.
- Sagina glabra (Willd.) Fenzl – karmnik gładki
- Sagina hawaiensis Pax – karmnik ościsty
- Sagina hookeri Timaná
- Sagina humifusa (Cambess.) Fenzl ex Rohrb.
- Sagina japonica (Sw.) Ohwi
- Sagina libanotica Rech.f.
- Sagina maritima Don – karmnik nadmorski
- Sagina maxima A.Gray
- Sagina × media Brügger – karmnik Normana
- Sagina merinoi Pau ex Merino
- Sagina × micrantha Boreau
- Sagina micropetala Rauschert
- Sagina monticola Merr. & L.M.Perry
- Sagina namadgi L.G.Adams
- Sagina nivalis (Lindblad) Fr. – karmnik pośredni
- Sagina nodosa (L.) Fenzl – karmnik kolankowaty
- Sagina oxysepala Boiss.
- Sagina papuana Warb.
- Sagina pilifera (DC.) Fenzl
- Sagina procumbens L. – karmnik rozesłany
- Sagina purii R.D.Gaur
- Sagina quinquevalvis Gilli
- Sagina revelierei Jord. & Fourr.
- Sagina rupestris R.T.A.Schouten ex K.Larsen
- Sagina sabuletorum (J.Gay) Lange
- Sagina saginoides (L.) H.Karst. – karmnik skalny
- Sagina stridii Kit Tan, Zarkos & V.Christodoulou